# Radha Kund
Radha Kund – miasto w północnych Indiach w stanie Uttar Pradesh, na Nizinie Hindustańskiej.
Liczba ludności miasta w 2001 roku wynosiła 5884 mieszkańców.